# Die Zeit mit Julien
Die Zeit mit Julien (Kung-fu master!) ist ein französisches Spielfilmdrama von Agnès Varda aus dem Jahr 1988.

## Handlung
Die 40-jährige Mary-Jane (Jane Birkin)  beobachtet auf einer Party ihrer 15-jährigen Tochter Lucy (Charlotte Gainsbourg) einen gleichaltrigen Jungen, Julien (Mathieu Demy). Julien ist für sein Alter etwas klein geraten, versucht diesen Mangel durch Vorwitzigkeit und Coolness auszugleichen. Mary-Jane ist von ihm fasziniert. Dieser Zustand verstärkt sich bei weiteren Treffen. Während Julien Mary-Jane aufgeschlossen gegenübersteht, ist Mary-Jane hin- und hergerissen zwischen amourösen Gefühlen und mütterlichem Pflichtbewusstsein. Letztendlich verbringt Julien die Ferien mit Mary-Jane, Lucy und deren Schwester Lou (Lou Doillon) bei den Großeltern. Hier erfährt Lucy auch von der scheuen Beziehung des ungleichen Paares. Julien und Mary-Jane verbringen noch wenige glückliche Tage auf einer einsamen Insel; als sie wieder in Paris sind, reagiert die Öffentlichkeit schockiert und alles zerbricht.

## Hintergrund
Die Geschichte stammt ursprünglich aus Jane Birkins Feder. Der jugendliche Liebhaber (Mathieu Demy) ist der Sohn der Regisseurin; die beiden Töchter Lucy und Lou von Mary-Jane sind auch in Wirklichkeit die Töchter von Jane Birkin (Charlotte Gainsbourg und Lou Doillon). Auch Jane Birkins Eltern (David Birkin and Judy Campbell) und ihr Bruder Andrew Birkin spielen in diesem Film mit. 
In dem Film spielt das Arcade-Spiel Kung-Fu Master eine Rolle.

## Kritiken
„Stilistisch geschlossene, humorvolle und sensible Beschreibung einer unmöglichen Liebe, die das provokante Thema mit Respekt vor den Personen behandelt und die Sichtweise der Hauptperson ohne moralische Wertungen übernimmt. Eine meisterhaft inszenierte und gespielte Reflexion über den Gegensatz zweier Generationen und die Liebe der Jugend im Computerzeitalter.“